# تشيب جاكسون
تشيب جاكسون (بالإنجليزية: Chip Jackson)‏ هو عازف جاز أمريكي، ولد في 15 مايو 1950.

## وصلات خارجية
- تشيب جاكسون على موقع ميوزك برينز (الإنجليزية)
- تشيب جاكسون على موقع أول ميوزيك (الإنجليزية)
- تشيب جاكسون على موقع ديسكوغز (الإنجليزية)